# Chrysopa thomasensis
Chrysopa thomasensis är en insektsart som beskrevs av Navás 1929. Chrysopa thomasensis ingår i släktet Chrysopa och familjen guldögonsländor. Inga underarter finns listade i Catalogue of Life.